# 杭嘉湖平原

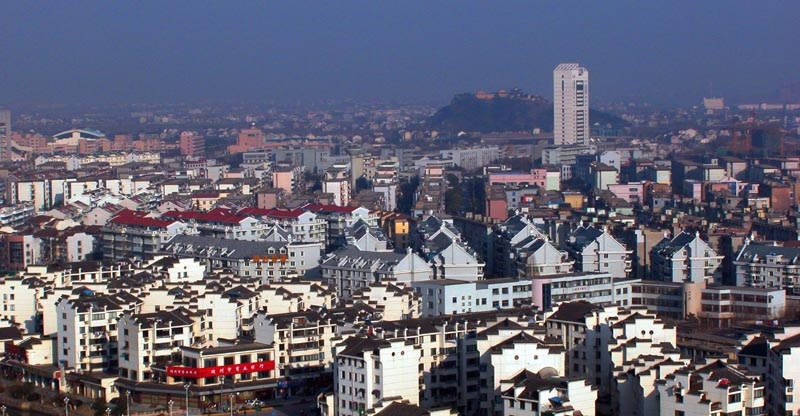
杭嘉湖平原

杭嘉湖平原是浙江省内最大的平原，面积约7620平方千米，地理上为长江三角洲的组成部分。位于太湖以南，钱塘江和杭州湾以北，天目山以东。包括嘉兴市全部，湖州市大部以及杭州市的东北部。

## 地理
該地區的氣候為北亞熱帶季風氣候，自古以來旱澇災害多發。
地势低平，平均海拔3米左右。为东南高，西北低的浅碟形洼地。平原区内河网密布，有江南运河等无数条大小河流通过，河网密度平均12.7千米／平方千米，为中国之冠。

## 历史发展
杭嘉湖平原是中国商品粮基地，自六朝以来便是中国皇室和军队用粮的主要来源。杭嘉湖平原也是杭州龙井等名茶的原产地，此地又以丝绸生产加工而闻名，杭州、湖州（尤其是南浔、双林、菱湖等镇）是著名的生丝产地和丝绸加工地点，太湖水产丰富。
近代以来，此地工业迅速发展。现已详成完善的工业体系，国营、民营、外资企业数量众多、实力雄厚。